# Mort à crédit
Mort à crédit est le second roman de Louis-Ferdinand Céline, paru en mai 1936 aux éditions Denoël. Comme dans Voyage au bout de la nuit, son premier roman, la dimension autobiographique est toute relative. L'auteur a sélectionné quelques épisodes vécus en les dramatisant démesurément, et en a bouleversé la chronologie au gré des nécessités de son récit.

## Genèse
Entre 1932 et 1933, alors qu'il sort à peine de la tempête qu'a provoqué le Voyage au bout de la nuit, Céline laisse entendre qu'il s'est mis « sans désemparer » à l'écriture d'un second roman. Il évoque d'abord un titre (Tout doucement) puis un autre (Chanson morte), avant de parler à Denoël de Mort à crédit en août 1933, date à laquelle il se remet véritablement au travail. Comme il s'était appuyé sur sa pièce de théâtre L'Église pour se lancer dans l'écriture du Voyage, Céline s'appuie, pour Mort à crédit, sur l'ébauche d'une seconde pièce, Progrès, écrite en 1927.
La rédaction est laborieuse. Céline est conscient de la hauteur à laquelle il a, avec le Voyage, placé la barre. Il doute de pouvoir faire mieux dans la même voie et envisage de changer de direction. Il tâtonne plusieurs mois avant de retrouver le fil : « Il a fallu tout remonter franchement sur le ton du délire, écrit-il à son ami Eugène Dabit, Alors les choses s'emboutissent naturellement. Telle est ma certitude. ». Mais la rédaction reste jusqu'au bout difficile, les modifications se succédant jusqu'aux tout derniers moments précédant la mise sous presse.

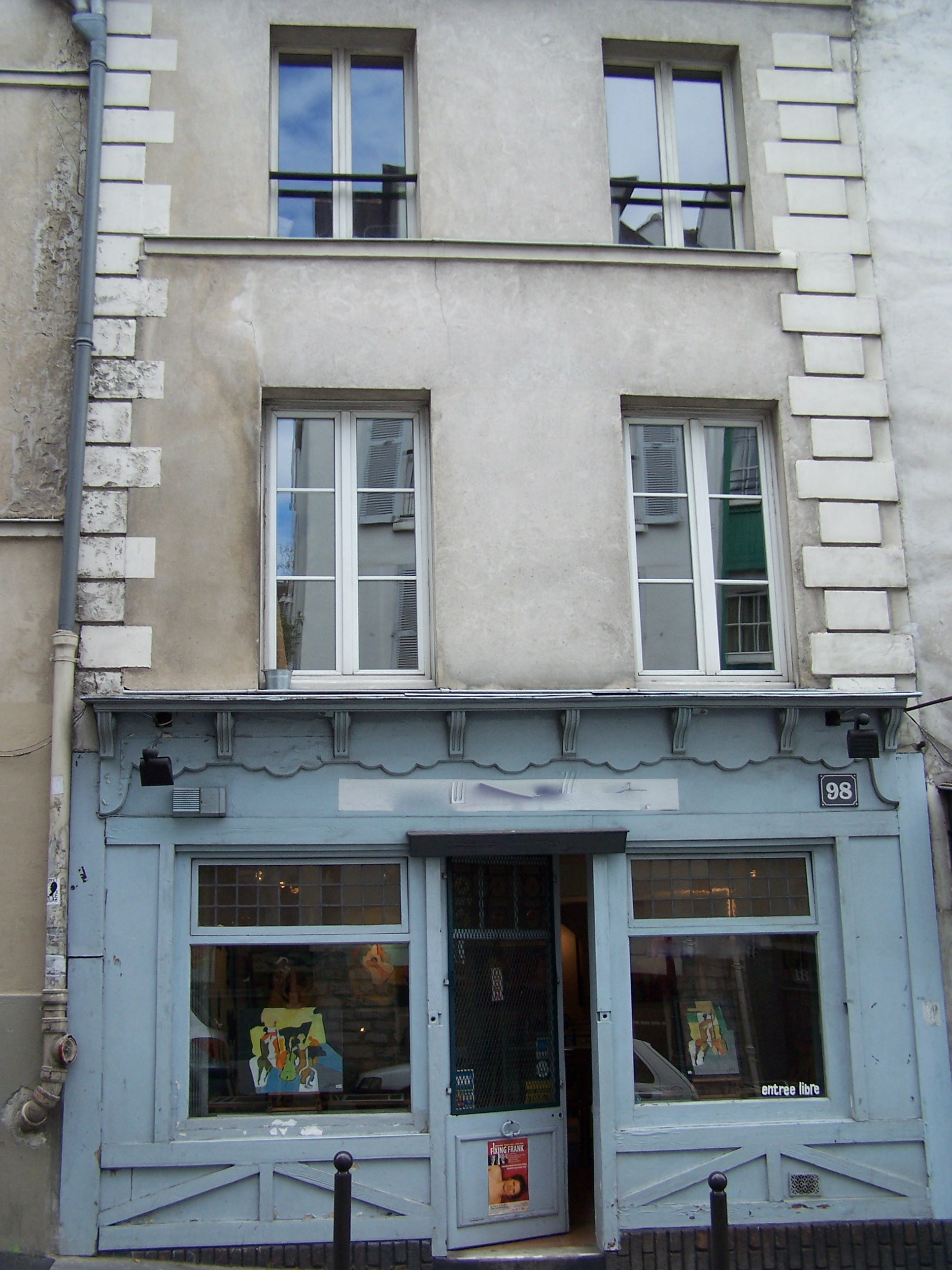
Le 98 rue Lepic, à Paris, où Céline rédigea Mort à crédit.

Dans le projet initial, Céline avait pensé à une histoire en trois temps qui raconterait l’enfance du héros, sa vie pendant la guerre, et enfin sa vie à Londres. Finalement Mort à crédit et ses 622 pages ne couvriront que la période de l’enfance. Le service militaire sera décrit dans Casse-pipe et Londres dans Guignol’s Band I et II ; mais les manuscrits restés longtemps inédits de Guerre et de Londres peuvent également s'inscrire dans cette trilogie.

## Publication et réception critique
La publication de Mort à crédit commence par un bras de fer entre Céline et son éditeur Denoël, à propos des passages les plus érotiques du roman. Tandis que Céline négocie pied à pied l'intégrité de son manuscrit, Denoël tente de le convaincre de supprimer les paragraphes qu'il juge inacceptables, demandant à l'auteur d'écrire des enchaînements pour masquer les suppressions. Céline s'y refuse catégoriquement, et finit par obtenir que l'ouvrage soit publié avec des blancs indiquant l'emplacement des passages censurés par Denoël, à l'exception de 117 exemplaires hors commerce, qui donneront le texte intégral. Étant donné le scandale littéraire qui avait accompagné, en 1932, la publication du Voyage au bout de la nuit, le second roman de Céline suscite une intense curiosité. Avant même la publication, le conflit entre Céline et Denoël — qui retarde la sortie du livre — trouve écho dans la presse et contribue involontairement à la promotion du roman. La date de sortie en librairie (mai 1936) coïncide, en France, avec l'arrivée au pouvoir du Front populaire et une crise politique majeure, ce qui renvoie Mort à crédit au second plan de l'actualité.
Les critiques qui paraissent dans les mois qui suivent sont globalement mauvaises, à tel point que Denoël se sentira obligé de publier, début juillet, une Apologie de Mort à crédit. À l'exception d'Emmanuel Berl et d'André Gide, même les plus ardents défenseurs du Voyage (Léon Daudet, Lucien Descaves, Élie Faure) observent un silence prudent et gêné. Incommodés par le style ou l'idéologie qu'ils commencent à deviner derrière le texte, Malraux, Queneau, Aragon, Sartre, Beauvoir, qui avaient célébré le Voyage, prennent leurs distances avec Mort à crédit.
À part quelques rares exceptions (la plupart sur la gauche du spectre politique), la critique éreinte le roman, lui reprochant à la fois sa « haine de l'homme », ses obscénités  et son style. Le contenu est jugé obscène, ordurier, « stercoraire », un « torrent de boue » rempli « d'ignominies et d'abjections ». Les comptes rendus de lecture butent sur sur le style, notamment les points de suspensions, qui ont envahi la prose de Céline depuis le Voyage, et que certains jugent relever du « chiqué », de la paresse, voire de la maladie mentale.
Les critiques qui ne s'arrêtent pas au fond ou au style rapprochent Céline, pour son naturalisme et son vérisme extrêmes, de Rabelais, des Goncourt, de Huysmans, de Jehan Rictus, de Zola. Certains trouvent dans Mort à crédit des passages, des formules, un humour noir, une langue qui sauvent certains passages, mais pas le roman. Denoël fera d'ailleurs remarquer, dans son Apologie, qu'en réunissant tous les fragments ainsi « sauvés » par la critique, on parviendrait presque à reconstituer l'ensemble du roman.
En tout état de cause, Céline estime que la critique entière s'est liguée contre lui. Il s'exprimera à ce propos dans les premières pages de Bagatelles pour un massacre, un pamphlet publié dix-huit mois plus tard qui révèlera au grand jour ses a priori et sa paranoïa antisémite.
Avec le temps, Mort à crédit a été réévalué dans le cadre général de l'œuvre de son auteur. Il est considéré comme « l'autre chef-d'œuvre » de Céline

## Structure du roman
Comme dans le Voyage, Céline transpose dans son second roman une série d'expériences vécues qui apparentent l'ouvrage à une œuvre autobiographique, d'autant qu'il abandonne, dans Mort à crédit, le patronyme de Bardamu, pour désigner son principal protagoniste du seul prénom de Ferdinand.
Le roman est divisé en trois parties d'importance à peu près égale, précédées d'un prologue. Celui-ci débute sur le ton cynique du Voyage au bout de la nuit et est rédigé dans le même style. L'auteur y évoque son quotidien de médecin de banlieue confronté aux misères et aux petitesses humaines, tout en prenant le lecteur à témoins des affres de la création littéraire et de ses démêlés avec son éditeur. Il glisse peu à peu dans les hallucinations délirantes que lui inspirent un accès de fièvre et les souvenirs d'enfance que celui-ci fait remonter, l'écriture se fait toujours plus haletante, hachée de points de suspension, la syntaxe se désarticule, Céline trouve là définitivement sa manière.
La première partie est le récit de l'enfance et de l'adolescence d'un fils de boutiquiers (Ferdinand) dans le Paris des années 1900-1910. Ses apprentissages sont une suite d'échecs lamentables, d'une noirceur sans espoir. L'antithèse est constante entre le culte du progrès technique qui imprègne la Belle Époque et la déconfiture de petites gens incapables de s'adapter au nouveau siècle, guettées par l'endettement et la misère. D'où le titre du livre : vivre, c'est acheter sa mort à crédit.
La deuxième partie retrace son séjour en Angleterre, à Chatham, au Meanwell College, sur l'initiative de son oncle pour l'éloigner de ses parents, en particulier son père, avec qui il entretient des rapports conflictuels, et pour y apprendre l'anglais et ainsi avoir plus de chance de trouver du travail à son retour en France. Ferdinand en profite pour s'adonner à l'oisiveté jusqu'à ce qu'un nouveau collège plus moderne s'ouvre et que le petit collège, qui se vide de ses résidents, fasse faillite, ce qui le contraint à rentrer chez ses parents.
La troisième partie relate les deux années que passe le narrateur au service d'un savant, aérostier et éditeur chimérique, songe-creux un peu aigrefin. Il publie une revue de vulgarisation scientifique qu'il mène à la faillite en jouant aux courses, et embarque sa femme et le narrateur dans un rêve de retour à la terre dans une ferme délabrée de Picardie où il croit pouvoir révolutionner l'agriculture. L'échec final sera encore plus tragique.

## Personnages
Céline aligne dans ce roman une galerie de personnages ratés et inadaptés, dont le père Gorloge, M. Merrywin, sans oublier les propres parents de l'auteur, et surtout l'inventeur Roger-Marin Courtial des Péreires et son épouse. Personnage peut-être le plus mémorable de l'œuvre célinienne (après Ferdinand Bardamu et les autres avatars de l'auteur), Courtial, savant farfelu mais universel, figure tout à la fois géniale et grotesque, est inspiré d'Henry de Graffigny, que Céline a côtoyé à la fin de la Première Guerre mondiale.
Le seul personnage positif est l'oncle Édouard qui périodiquement vient en aide à Ferdinand, et dont les interventions rythment le récit. La première partie s'achève sur les mots « Oui, mon oncle », et les deuxième et troisième sur « Non mon oncle ».

## Style
Après le Voyage au bout de la nuit, qui avait dynamité la langue classique en y introduisant le langage parlé et l'argot, Mort à crédit s'attaque à la syntaxe : « la phrase et la ponctuation classiques disparaissent, pour céder la place à un continuum de petites unités de sens séparées les unes des autres par trois points de suspension. À la construction raisonnable et raisonnée du discours succède une énonciation pulsionnelle qui semble l'immédiate mise en mots du flux de la pensée et dont la finalité est de restituer, dans son état le plus pur, une émotion ». Pour Céline, « le romancier n'a plus vocation à narrer des histoires ou à émettre des idées ». Son rôle consiste à mettre par écrit un flux d'images et de sentiments pour générer chez le lecteur des émotions.

## Thèmes: la mort, le sexe et la nausée
Avec la mort de Madame Bérenge, celle de la grand-mère, les suicides de Nora Merrywin et de Courtial, le lecteur est entraîné dans un courant de violence et d’expériences sexuelles sordides, qui feront de Mort à crédit un livre bien plus osé que Voyage au bout de la nuit. On y retrouve le goût de Céline pour les descriptions collectives hallucinées, souvent empreintes de scatologie. Le vomissement est un événement récurrent dans le roman, souvent décrit avec une insistance morbide. La nausée y fait figure d'événement déclencheur au début (lorsque le narrateur est pris de fièvre) comme à la fin du roman (quand il décide de changer de vie pour s'engager dans l'armée).

## Manuscrit
Le manuscrit de Mort à crédit a rejoint les collections de la BnF en 2024. Laissé par Céline dans son appartement parisien au moment de sa fuite en Allemagne en 1944, le manuscrit a été sauvé par Yvon Morandat, Compagnon de la Libération, puis rendu public en 2021 par Jean-Pierre Thibaudat. Il a été restitué, avec d'autres manuscrits de même provenance, aux héritiers de Lucette Destouches, veuve de Céline, François Gibault et Véronique Chovin. 

## Principales éditions francophones
- Éditions Denoël, 1936.

- Éditions Denoël, Nouvelle édition, 1942, avec 16 dessins de Ge-Paul.

- Coll. « Blanche », Éditions Gallimard, 1951,  (ISBN 978-2070213016), 576 p.
- NRF Bibliothèque de la Pléiade, Gallimard, 1968.

- Coll. « Folio », Éditions Gallimard, 1985  (ISBN 978-2070376926), 622 p.
- Illustré par Jacques Tardi, coll. « Futuropolis », Éditions Gallimard, 1991  (ISBN 978-2737627033), 432 p.